# MOA-2009-BLG-266L
MOA-2009-BLG-266L – gwiazda położona w gwiazdozbiorze Skorpiona odległa o 3040 ±330 parseków od Ziemi. Jej masa wynosi ok. 0,56 ±0,09 M☉. Posiada planetę MOA-2009-BLG-266Lb odkrytą w 2009 roku metodą mikrosoczewkowania grawitacyjnego.